# Vlag van Zuid-Holland
De vlag van Zuid-Holland toont de leeuw van Zuid-Holland op een gele achtergrond. Deze vlag is op 24 oktober 1985 door Gedeputeerde Staten van Zuid-Holland vastgesteld en in gebruik sinds 1 januari 1986.

## Beschrijving
De vlag wordt in het besluit als volgt beschreven:
Een vlag, kleur geel, waarop een rode leeuw voorzien van een zwart contour, ter hoogte van ¾ van de hoogte van de vlag; dat in deze omschrijving de naar links gericht, klimmende rode leeuw is geplaatst op de scheiding van broeking en vlucht, dat wil zeggen op 1/3 van de lengte van de vlag, gerekend vanaf de stokzijde.

## Ontwerp
De hoogte en lengte van de vlag verhouden zich als 2:3, net als bij de Nederlandse vlag.

## Symboliek
De vlag is een banier van het Zuid-Hollandse wapenschild, dat overeenkomt met het traditionele wapen van Holland. De kleuren geel en rood zijn de historische Hollandse kleuren en komen als zodanig ook terug op de vlag van Noord-Holland.
De naar links gerichte, klimmende leeuw neemt drie vierde van de hoogte van de vlag in en bevindt zich even ver van de boven- als van de onderkant van de vlag. Hij is geplaatst op de scheiding van broeking en vlucht, dat wil zeggen, op een derde van de breedte van de vlag, gerekend vanaf de hijszijde. De leeuw is rood van kleur en is voorzien van een zwarte contour; de rest van de vlag is geel.

## Geschiedenis

Vlag van Zuid-Holland, 1948-1985

De huidige vlag werd door Gedeputeerde Staten van de provincie voorgesteld op 15 oktober 1985, waarna Provinciale Staten er op 24 oktober mee instemden dat de vlag per 1 januari 1986 de officiële provincievlag zou zijn.
Het besluit om de huidige vlag aan te nemen, was ingegeven door de wens om de traditionele Hollandse symboliek meer in de aandacht te zetten. De huidige vlag lijkt sterk op de doeken die de graven van het Graafschap Holland sinds de Kruistochten gebruikten.
De huidige Zuid-Hollandse vlag is de tweede vlag die de provincie in haar geschiedenis heeft gehad. Vanaf 22 juni 1948 voerde de provincie een vlag die bestond uit drie even hoge horizontale banen in de kleurencombinatie geel-rood-geel, ook met een hoogte-breedteverhouding van 2:3.